# 1938 no desporto

## Eventos

### Futebol
- 4 de junho - Realização da III Copa do Mundo de Futebol na França.
- 5 de junho - O Brasil vence a Polônia por 6 a 5. Como as duas seleções utilizavam uniforme branco, foi feito um sorteio para ver quem precisaria utilizar uniformes de outra cor. O Brasil foi sorteado e correu contra o tempo para conseguir camisetas na cor azul (na época, as equipes não tinham uniformes reserva). Foi a primeira vez que a Seleção Brasileira utilizou uniformes na cor azul em sua história. A camisa possuía uma tonalidade mais clara que a do calção e não tinha o escudo da CBD, por falta de tempo hábil.[1]
- 20 de junho - A Itália vence a Hungria por 4 a 2 e torna-se Bicampeã do Mundo e o Brasil vence a Suécia também pelo placar de 4 a 2 e garante o 3º lugar no Mundial.[2][3]
- 2 de julho - Fundação do Guarany Sporting Club de Sobral, do estado do Ceará.[4]
- 10 de julho - Fundação da Associação Olímpica de Itabaiana de Itabaiana, do estado de Sergipe.[5]
- 21 de agosto - Fundação do Operário Futebol Clube de Campo Grande, do estado de Mato Grosso do Sul.[6]
- 17 de outubro - Fundação do Olímpico Clube de Manaus, do estado do Amazonas.[7]
- 15 de novembro - Fundação do Íbis Sport Club de Paulista, do estado de Pernambuco - considerado "o pior time do mundo".[8]

### Xadrez
- 6 a 27 de novembro - Torneio de xadrez AVRO 1938, vencido por Paul Keres.[9]

## Nascimentos
| Data            | Nome               | Profissão                               | Nacionalidade      | Observações | Ref    |
| --------------- | ------------------ | --------------------------------------- | ------------------ | ----------- | ------ |
| 3 de janeiro    | Ove Andersson      | piloto de ralis                         | Suécia             | m. 2008     | [ 10 ] |
| 7 de janeiro    | Rauno Aaltonen     | piloto de ralis                         | Finlândia          |             |        |
| 11 de fevereiro | Mohammed Gammoudi  | atleta, fundista                        | Tunísia            |             |        |
| 25 de março     | Fritz d'Orey       | automobilista                           | Brasil             | m. 2020     | [ 11 ] |
| 20 de abril     | Betty Cuthbert     | atleta, velocista                       | Austrália          | m. 2017     | [ 12 ] |
| 1 de maio       | Nikolay Karpol     | técnico de voleibol                     | Polônia            |             |        |
| 5 de maio       | Barbara Wagner     | patinadora artística                    | Canadá             |             |        |
| 8 de maio       | Imre Földi         | halterofilista                          | Hungria            | m. 2017     | [ 13 ] |
| 10 de maio      | Manuel Santana     | tenista                                 | Espanha            | m. 2021     | [ 14 ] |
| 5 de junho      | Karin Balzer       | atleta, barreirista                     | Alemanha Oriental  | m. 2019     | [ 15 ] |
| 26 de junho     | Margret Göbl       | patinadora artística                    | Alemanha Ocidental | m. 2013     | [ 16 ] |
| 18 de julho     | John Connelly      | ex-futebolista                          | Inglaterra         | m. 2012     | [ 17 ] |
| 20 de julho     | Roger Hunt         | ex-futebolista                          | Inglaterra         | m. 2021     | [ 18 ] |
| 24 de julho     | Tim Brown          | patinador artístico                     | Estados Unidos     | m. 1989     | [ 19 ] |
| 28 de julho     | Luis Aragonés      | futebolista e treinador                 | Espanha            | m. 2014     | [ 20 ] |
| 9 de agosto     | Rod Laver          | tenista                                 | Austrália          |             |        |
| 29 de agosto    | Gerry Byrne        | ex-futebolista                          | Inglaterra         | m. 2015     | [ 21 ] |
| 8 de setembro   | José Torres        | jogador e treinador de futebol          | Portugal           | m. 2010     | [ 22 ] |
| 27 de setembro  | Moris Nunn         | ex-piloto, engenheiro e proprietário    | Reino Unido        | m. 2018     | [ 23 ] |
| 28 de novembro  | Ernie Ladd         | jogador de futebol americano e wrestler | Estados Unidos     | m. 2007     | [ 24 ] |
| 5 de dezembro   | César Luis Menotti | jogador e treinador de futebol          | Argentina          | m. 2024     | [ 25 ] |

## Mortes
| Data          | Nome             | Profissão           | Nacionalidade | Observações | Ref |
| ------------- | ---------------- | ------------------- | ------------- | ----------- | --- |
| 28 de janeiro | Bernd Rosemeyer  | automobilista       | Alemanha      | n. 1909     |     |
| 14 de abril   | Gillis Grafström | patinador artístico | Suécia        | n. 1893     |     |
| 16 de abril   | Steve Bloomer    | futebolista         | Reino Unido   | n. 1874     |     |
| 4 de julho    | Suzanne Lenglen  | tenista             | França        | n. 1899     |     |
| 16 de julho   | Jack Dunn        | patinador artístico | Reino Unido   | n. 1917     |     |